# 山口日産自動車
山口日産自動車株式会社（やまぐちにっさんじどうしゃ）は、山口県山口市に本社を置く日産自動車の販売会社である。
本項では前身企業の一つである防長日産モーター株式会社（ぼうちょうにっさんモーター）についても解説する。

## 沿革
- 1929年（昭和4年）4月6日 - 山口自動車商会として設立。当時はフォード車を取り扱っていた[1]。
- 1946年（昭和21年） - 山口自動車商会から山口日産自動車販売に改称、日産車の取り扱いをスタート[1][2]。
- 1958年（昭和33年）3月31日 - 防長日産モーターを設立。
- 1960年（昭和35年） - 山口日産自動車販売から山口日産自動車に改称[2]。
- 1986年（昭和61年）10月 - 山口日産自動車にて電算事業部発足。
- 1987年（昭和62年）10月 - 電算事業部を「ネットワークシステムサービス株式会社」として分社化。
- 2007年（平成19年）4月 - 山口日産自動車・防長日産モーターの萩・長門地区の5店舗と宇部空港店を日産プリンス山口販売に譲渡。日産プリンス山口販売から宇部トキワ店・光店を譲受。
- 2008年（平成20年）4月 - 山口日産自動車と防長日産モーターが経営統合され、新生山口日産として再スタート。
- 2018年（平成30年）6月 - グループ統括会社として「モビリティライフグループ株式会社」を設立。ネットワークシステムサービス株式会社を吸収合併する。

## 事業所
- 本社（山口オートモール）- 山口県山口市大内千坊6丁目2-1。併設：ルノー山口、ポルシェセンター山口、山口スズキ、アウディ山口
- 山口吉敷店 - 山口県山口市維新公園3丁目4-1
- 小郡インター店 - 山口県山口市小郡上郷1786-1
- 防府牟礼店 - 山口県防府市岸津1丁目10-5
- ステージ23防府店 - 山口県防府市岸津1丁目8-1
- 宇部トキワ店 - 山口県宇部市西岐波4474-1
- ステージ23宇部店 - 山口県宇部市東岐波5013
- 宇部厚南店 - 山口県宇部市妻崎開作861-1
- 宇部西岐波店 - 山口県宇部市西岐波1227-1
- 小野田日の出店 - 山口県山陽小野田市日の出2丁目9-12
- 美祢店 - 山口県美祢市伊佐町伊佐2760-1
- 下関長府店 - 山口県下関市長府松小田東町6-12
- 下関山の田店 - 山口県下関市稗田中町9-37
- 下関東大和店 - 山口県下関市東大和町1丁目2-7
- 徳山店・ステージ23徳山店 - 山口県周南市久米1126-1
- 周南店 - 山口県周南市久米3050-1
- 周南浦山店 - 山口県周南市新地1丁目1-1
- 光店 - 山口県光市虹ヶ浜3丁目3-12
- 柳井新庄店 - 山口県柳井市新庄2014-1
- 岩国室の木店 - 山口県岩国市室の木町1丁目6-10

## 山口県内の他の日産車販売店
- 日産プリンス山口販売